# Kalendarz starogrecki
Kalendarz starogrecki – kalendarz księżycowy lub księżycowo-słoneczny. Kalendarze poszczególnych państw-miast różniły się między sobą. Inne były nazwy, rok zaczynał się z inną datą, inaczej przeprowadzano interkalację i inaczej liczono lata. Często bardzo trudne jest ustalenie, jakiemu miesiącowi w jednym państwie odpowiada dany miesiąc w drugim.
W dziełach Homera z VIII w. p.n.e. znajdują się wzmianki o porach roku. Później Hezjod w „Pracach i dniach” opisał wydarzenia astronomiczne i przyrodnicze występujące w kolejnych porach roku. Hezjod wiedział, że odstęp między dwoma lunacjami wynosi około 30 dni i że cykl pór roku trwa tyle co 12 lunacji (w rzeczywistości rok zwrotnikowy jest około 10 dni 21 godzin dłuższy).

## Nazwy miesięcy
Nazwy miesięcy na ogół pochodziły od nazw świąt lub imion bogów. W Atenach w V w. p.n.e. wyglądały następująco:
| Nr             | Nazwa                     |                        |
| -------------- | ------------------------- | ---------------------- |
| I              | Hekatombaion Ἑκατομβαιών  | lipiec — sierpień      |
| II             | Metageitnion Μεταγειτνιών | sierpień — wrzesień    |
| III            | Boedromion Βοηδρομιών     | wrzesień — październik |
| IV             | Pyanepsion Πυανεψιών      | październik — listopad |
| V              | Maimakterion Μαιμακτηριών | listopad — grudzień    |
| VI             | Poseideon Ποσειδεών       | grudzień — styczeń     |
| (interkalacja) | Poseideon II              |                        |
| VII            | Gamelion Γαμηλιών         | styczeń — luty         |
| VIII           | Anthesterion Ἀνθεστηριών  | luty — marzec          |
| IX             | Elaphebolion Ἑλαφηβολιών  | marzec — kwiecień      |
| X              | Mounichion Μουνιχιών      | kwiecień — maj         |
| XI             | Thargelion Θαργηλιών      | maj — czerwiec         |
| XII            | Skirophorion Σκιροφοριών  | czerwiec — lipiec      |

W Atenach interkalacja następowała po miesiącu „Poseideon”. Dodatkowy miesiąc nazywał się początkowo „Poseideon II”, a później na cześć cesarza Hadriana został nazwany „Hadrianon”.

## Miesiące i lata
Miesiące były albo „pełne” (πλήρης) – 30 dniowe – albo „niepełne” – 29 dniowe i występowały na przemian. Miesiąc dzielił się na 3 dekady, w miesiącu niepełnym ostatnia dekada miała 9 dni. Pierwsze dziesięć dni miesiąca liczono dodając, że były to dni miesiąca „rosnącego” (ιστάμενος), druga dekada liczona była od 11 do 20, w trzeciej liczono dnie wstecz dodając, że były to dnie miesiąca „umierającego” (φθινοντος, np. 21 = 10 „umierającego miesiąca”, 22 = 9 itd.). Od końca IV w. p.n.e. dni liczono od pierwszego do ostatniego.
Nominalnie miesiąc powinien był zaczynać się od nowiu Księżyca (νουμηνία bądź νεομηνία od νέα μήνη), ale ponieważ nie dokonywano interkalacji pojedynczych dni, kalendarz przesuwał się w stosunku do faz Księżyca o około 1 dobę na 3 lata.
Rok zaczynał się od przesilenia letniego, co było na ogół niezgodne z datą nowiu Księżyca. Platon zaproponował, aby liczyć rok do pierwszego nowiu po przesileniu letnim.
Ponieważ liczba lunacji w roku zwrotnikowym nie jest całkowita, wprowadzono interkalację trzynastego miesiąca. Ustanowiono cykl „octaeteris” (οκταετηρίς od ὀκτώ osiem i ἔτος rok), polegający na interkalacji 3 miesięcy w ciągu 8 lat.
Niektóre święta – igrzyska olimpijskie i święto Pytii obchodzono co 4 lata, czyli co pół „octaeteris”. Pierwsze igrzyska olimpijskie odbyły się  w roku 776 p.n.e.
Dalszym udoskonaleniem był Cykl Metona.
Lata oznaczano w rozmaity sposób. We wczesnym okresie lata wiązano z imieniem urzędującego w danym roku archonta. Później (w IV w. p.n.e.) Grecy zaczęli liczyć lata według igrzysk olimpijskich (zob. „olimpiada (czas)”).

## Święta
- Adonie – święto ku czci Adonisa, odprawiane wiosną bądź latem
- Chalkeje – święto rzemieślników, a zwłaszcza ceramików i kowali, obchodzone w Atenach pod koniec miesiąca pianepsion ku czci Hefajstosa i Ateny Ergane ("Robotnicy", "Rzemieślniczki").
- Dionizje – attyckie święta na cześć Dionizosa, dzielące się na:
  - Dionizje Wielkie (miejskie), święto państwowe, obchodzone w Atenach od 9 do 13 elapheboliona
  - Dionizje Małe (wiejskie), święto lokalne (oddzielne na terenie każdego demu), obchodzone w miesiącu poseidon
  - Lenaje, obchodzone tylko w Atenach w miesiącu gamelion, „święto domowe” wyłącznie dla obywateli ateńskich
  - Antesterie, w miesiącu anthesterion, „miesiącu kwiatów”[4].
- Oschoforia – święto obchodzone w miesiącu pyanepsion, mające podwójny charakter: żałobno-radosny
- Panatenaje – święto upamiętniające narodziny bogini Ateny, obchodzone w starożytnych Atenach w miesiącu hekatombaion
- Tesmoforie – święto ogólnogreckie ku czci Demeter